# John Sidney (6e comte de Leicester)
John Sidney, 6e comte de Leicester (14 février 1680 - 27 septembre 1737) est un noble britannique et conseiller privé.

## Biographie
Il est né et est décédé à la maison familiale de Penshurst Place dans le Kent et est enterré à Penshurst. Il est l'un des cinq fils de Robert Sidney (4e comte de Leicester) (1649–1702) et d'Elizabeth Egerton (1653–1709), fille de John Egerton (2e comte de Bridgewater).
John hérite du comté de son frère Philip Sidney, 5e comte de Leicester, en 1705. Avant d'hériter du titre, il est brièvement député à la Chambre des communes pour Brackley. Son frère cadet Jocelyn Sidney (7e comte de Leicester) lui succède. Il est gentilhomme de la chambre du Roi de 1717 à 1727 et connétable de la Tour de Londres de 1731 à 1737.